# Wyvern (プログラミング言語)
Wyvern (ワイバーン)は アメリカ国家安全保障局 (NSA)が開発中のプログラミング言語である。乱立するプログラミング言語を統一することで、プログラム・セキュリティを向上させると同時に、プログラマーがそれぞれの機能に最も適した言語を使用できるようにすることを目的としている。